# Jim Hagedorn
James Lee Hagedorn, detto Jim (Blue Earth, 4 agosto 1962 – Rochester, 17 febbraio 2022), è stato un politico statunitense, membro della Camera dei rappresentanti per il Minnesota dal 2019 fino alla morte.

## Biografia
Hagedorn nasce a Blue Earth, nel Minnesota, ed è il figlio di Tom Hagedorn, politico e membro della Camera dei rappresentanti negli anni Settanta. È cresciuto tra le campagne di Truman, sempre nel Minnesota, e Washington. Frequenta poi la George Mason University, dove si laurea nel 1993.
Ha lavorato per il dipartimento del tesoro come direttore degli affari pubblici e legislativi dal 1991 al 1998.
Nel 2014 e nel 2016 si è candidato con il Partito Repubblicano al 1º distretto del Minnesota alla Camera dei rappresentanti ma venne sconfitto in tutte e due le occasioni dall'uscente Tim Walz. Nel 2018 si ricandida per la terza volta per lo stesso distretto e vince contro il democratico Daniel Feehan.
Nel 2019 gli venne diagnosticato un tumore ai reni al quarto stadio; si sottopose perciò ad immunoterapia. Nel dicembre del 2020 ha subito un intervento chirurgico per la rimozione del tumore, salvo poi ritornare nel luglio 2021. Morì il 17 febbraio 2022 all'età di 59 anni e il suo corpo venne sepolto nella sua città natale.